# Харитонівська сільська рада (Житомирський район)
Харитонівська сільська рада — орган місцевого самоврядування Харитонівської сільської територіальної громади Житомирського району Житомирської області з розміщенням у с. Харитонівка.

## Склад ради
Рада складається з 14 депутатів та голови.
Перші вибори депутатів ради та голови громади відбулись 30 червня 2019 року. Було обрано 14 депутатів, з них (за суб'єктами висування): Всеукраїнське об'єднання «Батьківщина» — 10, Радикальна партія Олега Ляшка — 2, самовисування — 2 депутати.
Головою громади обрали позапартійну самовисуванку Зінаїду Зубленко, тодішнього Харитонівського сільського голову.

### Керівний склад сільської ради
| ПІБ                            | Основні відомості                                                 | Дата обрання | Дата звільнення |
| ------------------------------ | ----------------------------------------------------------------- | ------------ | --------------- |
| Зубленко Зінаїда Святославівна | Сільський голова, 1962 року народження, освіта, позапартійна      | 26.03.2006   | 31.10.2010      |
| Зубленко Зінаїда Святославівна | Сільський голова, 1962 року народження, освіта вища, позапартійна | 31.10.2010   |                 |

Примітка: таблиця складена за даними джерела

## Історія
Створена 1923 року в складі сіл Глибочок, Харитонівка та колонії Коханівка Коростишівської волості Радомисльського повіту Київської губернії. 7 березня 1923 року включена до складу новоутвореного Коростишівського району Малинської округи. Станом на вересень 1924 року в підпорядкуванні значилися хутори Луки, Паків та кол. Розкидайлівка, на 1 жовтня 1941 року — с. Мамрин; хутори Луки, Паків та кол. Коханівка не перебували на обліку населених пунктів.
Станом на 1 вересня 1946 року сільська рада входила до складу Коростишівського району Житомирської області, на обліку в раді перебували села Глибочок, Розкидайлівка та Харитонівка.
11 серпня 1954 року, відповідно до указу Президії Верховної Ради Української РСР «Про укрупнення сільських рад по Житомирській області», підпорядковано села Кринички і Смолівка ліквідованої Смолівської сільської ради Коростишівського району. 2 вересня 1954 року, відповідно до рішення Житомирського облвиконкому № 1087 «Про перечислення населених пунктів в межах районів Житомирської області», до складу ради включено с. Рудня Туровецької сільської ради, с. Кринички підпорядковане Туровецькій сільській раді Коростишівського району.
На 1 січня 1972 року сільська рада входила до складу Коростишівського району Житомирської області, на обліку в раді перебували села Глибочок, Мамрин, Розкидайлівка, Рудня, Смолівка та Харитонівка.
2 листопада 2018 року територію та населені пункти ради включено до складу новоутвореної Харитонівської сільської територіальної громади Коростишівського району Житомирської області.

### Населення
Відповідно до результатів перепису населення СРСР, кількість населення ради станом на 12 січня 1989 року становила 1 211 осіб.
Станом на 5 грудня 2001 року, відповідно до перепису населення України, кількість мешканців сільської ради становила 1 365 осіб.